# Francesco Antonio Finy
Francesco Antonio Finy (Minervino, 6 de maio de 1669 - Nápoles, 5 de abril de 1743) foi um cardeal italiano do século XVIII.

## Biografia
Nasceu em Minervino em 6 de maio de 1669. Filho de Angelo Finy, médico de Gravina, e de sua esposa, Cinzia Troisi (ou Troysi). Seu sobrenome também está listado como Fini e Fino.
Estudou no Seminário de Gravina e, posteriormente, na Universidade La Sapienza, em Roma (doutorado in utroque iure, direito canônico e civil, 18 de dezembro de 1700). Recebeu a tonsura eclesiástica do bispo de Gravina, que depois o recomendou ao cardeal Vincenzo Maria Orsini, OP, arcebispo de Benevento, futuro Papa Bento XIII.
Ordenado em 31 de maio de 1692. Assistente de estudos na corte do cardeal Orsini, OP, arcebispo de Benevento. Na arquidiocese de Benevento, mansionari (beneficiário) da catedral metropolitana; cânone, primicério e arcipreste do capítulo da catedral; visitante apostólico; vigário para os mosteiros de mulheres; mestre de câmara do arcebispo.
Eleito bispo de Avellino e Frigento, em 6 de julho de 1722. Consagrado em 15 de novembro de 1722, Benevento, pelo cardeal Vincenzo Maria Orsini, OP, arcebispo de Benevento, que lhe concedeu faculdades para administrar as consagrações episcopais, em 18 de julho de 1723. Foi para Roma após a eleição do Papa Bento XIII, que lhe pediu para ficar na corte papal. Promovido a arcebispo titular de Damasco, mantendo a diocese de Avellino e Frigento, em 20 de dezembro de 1724. Quando o cardeal Niccolò Lercari foi nomeado secretário de Estado, sucedeu-o como prefeito dos Cubículos de Sua Santidade, em 13 de junho de 1726. Renunciou ao governo da diocese, 29 de julho de 1726. Assistente do Trono Pontifício, 13 de fevereiro de 1727.
Criado cardeal e reservado in pectore no consistório de 9 de dezembro de 1726; publicado no consistório de 26 de janeiro de 1728; recebeu o gorro vermelho e o título de S. Maria na Via, em 8 de março de 1728. Optou pelo título de S. Sisto, em 6 de julho de 1729. Participou do conclave de 1730, que elegeu o Papa Clemente XII. Rumores de que ele havia abusado da confiança e generosidade do falecido papa fizeram o Papa Clemente XII nomear uma congregação para investigar as acusações; todos eles foram considerados insuficientes e vaidosos e foram demitidos. Optou pelo título de S. Maria em Trastevere, 3 de setembro de 1738. Participou do conclave de 1740, que elegeu o Papa Bento XIV. Optou pelo título de S. Pietro in Vincoli, em 16 de setembro de 1740. Retirou-se para Nápoles, onde viveu uma vida edificante e exemplar. Optou novamente pelo título de S. Maria em Trastevere, em 11 de março de 1743. Era muito generoso com os pobres e os ajudava com inúmeras esmolas.
Morreu em Nápoles em 5 de abril de 1743, para onde viajou para se recuperar de sua doença. Exposto e enterrado na igreja de Gesù nuovo, da Companhia de Jesus, Nápoles, com um magnífico epitáfio.